# Stonewall (film 2015)
Stonewall è un film del 2015 diretto da Roland Emmerich.
La pellicola narra le vicende dei moti di Stonewall avvenuti nel 1969 a New York nel bar Stonewall Inn, da cui prendono il nome i fatti.

## Trama
Il giovane Danny è all'ultimo anno del college e coltiva una relazione omosessuale con Joe. Suo padre, quando lo scopre, lo caccia di casa e così Danny va a vivere a New York, dove frequenta il locale gay Stonewall Inn. Un ragazzo travestito di nome Ray (Ramona), si innamora di lui, ma non è ricambiato. Quando iniziano le discriminazioni sociali verso i ragazzi, Danny inscena una violenta protesta contro la polizia.

## Produzione
Nell'aprile 2013, il regista Roland Emmerich dichiara di "voler fare un piccolo film sui moti di Stonewall, su questo ragazzo di campagna che entra nel celebre bar e nel loro gruppo fino a dare inizio alle sommosse per cambiare il mondo".

### Riprese
Il 31 marzo 2014 viene annunciato che le riprese si svolgeranno a Montréal. Le riprese iniziano il 3 giugno dello stesso anno.

## Promozione
Il primo trailer del film viene diffuso il 4 agosto 2015, mentre il trailer italiano viene diffuso l'8 aprile 2016.

## Distribuzione
Il film è stato presentato in anteprima mondiale al Toronto International Film Festival nel settembre 2015.
La pellicola è stata distribuita nelle sale cinematografiche statunitensi a partire dal 25 settembre 2015 ed in quelle italiane a partire dal 5 maggio 2016.